# Cerro de las Cuentas
Cerro de las Cuentas ist eine Ortschaft in Uruguay.

## Geographie
Sie befindet sich auf dem Gebiet des Departamento Cerro Largo in dessen Sektor 7. In einigen Kilometern Entfernung fließt im Südwesten der Arroyo Quebracho. Toledo und Fraile Muerto im Nordosten sowie Tres Islas und Quebracho im Nordwesten sind die nächstgelegenen größeren Ansiedlungen.

## Einwohner
Cerro de las Cuentas hatte bei der Volkszählung im Jahre 2011 263 Einwohner, davon 134 männliche und 129 weibliche.
| Jahr | Einwohner |
| ---- | --------- |
| 1963 | 241       |
| 1975 | 194       |
| 1985 | 208       |
| 1996 | 208       |
| 2004 | 241       |
| 2011 | 263       |

Quelle: Instituto Nacional de Estadística de Uruguay